# Mishné Torá

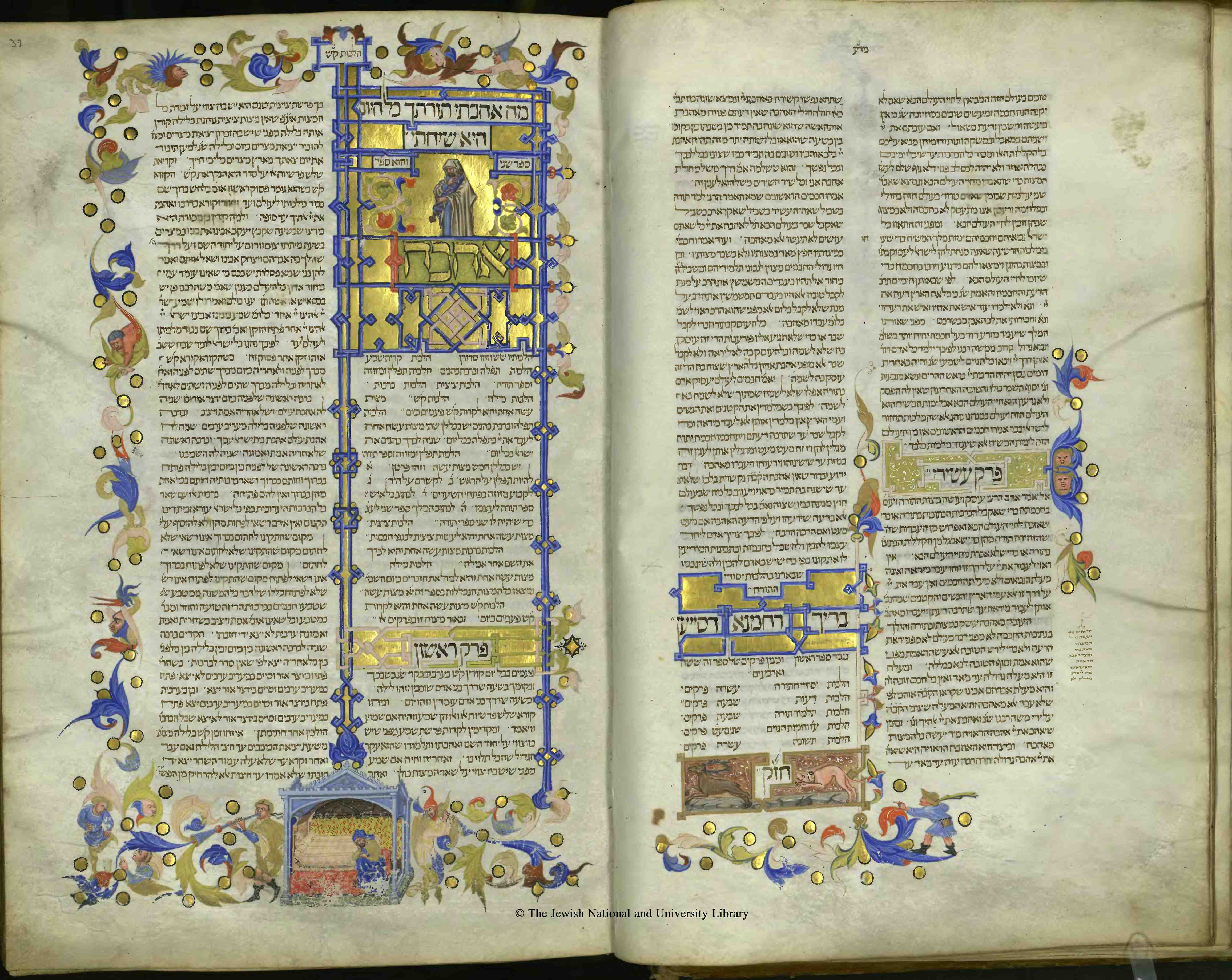
Manuscrito feito por um copista espanhol - ilustrado na Itália nas oficinas de Mateo de Ser Cambio, em Perugia, por volta de 1400. Muitas mudanças textuais importantes, nas margens do manuscrito, correspondem àquelas encontradas na versão deste trabalho, revisado pelo próprio Maimônides.

Mixná Torá ou Mishné Torá (1170-1180); em hebraico:  משנה תורה lit. Reiteração da Lei, também conhecida por Yad ha-Chazaka (A mão forte), é um código legal em quatorze volumes; tratando de temas como: conduta ética, leis civis, corrupção, casamento e divórcio e ajuda aos pobres; foi escrita pelo rabino Moshe ben Maimon, o maior erudito judeu da Idade Média, bem como um eminente médico e filósofo real. A Mixná Torá abrange o escopo completo e conteúdo da tradição oral judaica, incluindo leis em vigor no presente em terras do exílio e as leis a serem efetuadas durante o tempo messiânico na terra de Israel. A obra é escrita no hebraico no estilo da Mixná já que Maimônides relutava em escrever no aramaico talmúdico. Em um estilo autoritário Maimônides nunca cita fontes ou argumentos, limita-se a declarar a decisão final sobre a lei a ser seguida em cada situação. Não há discussão sobre a interpretação ou metodologia talmúdica, e a sequência de capítulos segue o assunto factual das leis, e não o princípio intelectual envolvido. Ainda que tenha sofrido duras críticas na época de sua composição, hoje a obra é utilizada para estudo por diversos movimentos judaicos e acadêmicos. Desde o seu início até o presente, os estudiosos têm lutado com a questão abrangente: até que ponto e de que maneira a Mixná Torá representa a continuidade ou a quebra da tradição judaica? A gama de perspectivas acadêmicas, metodologias e conclusões sobre essa grande questão é vasta.

## Divisões do livro
1. Madda'  (Conhecimento): 
  1. Yesodei ha-Torah: A fé em  Deus e outros príncipios de fé judaicos.
  2. De'ot:
  3. Talmud Torah: Estudo da Torá.
  4. Avodah Zarah: a proibição contra a idolatria
  5. Teshuvah: a lei e a filosofia do  arrependimento
2. Ahavah (Amor): os preceitos que devem ser seguidos em todos os tempos como lembrança do Criador.
3. Zemanim (Tempos): 
  1. Sabbath
  2. Eruv, observância do Shabbat.
  3. Yom Tov: proibições relacionadas às Festividades judaicas que diferem das proibições relacionadas ao shabat.
  4. Shevitat `Asor: leis de Yom Kippur, excetuando aquelas relacionadas ao serviço do Templo (veja Avodat Yom ha-Kippurim, abaixo)
  5. Hametz u-Matza: veja Pessach
  6. Shofar ve-Lulav ve-Sukkah: veja Rosh Hashaná e Sucót
  7. Chanukah u-Megillah: veja Chanucá e Purim
4. Nashim (Mulheres):
  1. Ishut: leis de casamento, incluindo kidushin e ketuvá
  2. Geirushin: veja Divórcio judaico
  3. Yibum va-Chalitzah:veja levirato
  4. Na'arah Betulah: leis relacionadas ao homem que seduz ou violenta uma mulher solteira.
  5. Sotah
5. Kedushah (Separação)
  1. Issurei Biah: relacionadas às relações sexuais proibidas incluindo nidá, incesto, adultério. Desde que o casamento misto com não-judeus é proibido, as leis de conversão ao judaísmo estão aqui incluidas.
  2. Ma'akhalot Assurot: alimentos proibidos (veja Cashrut)
  3. Shechitá: abatimento ritual
6. Hafla'ah (Separação): leis de votos
7. Zera'im (Sementes): leis agrícolas
8. Avodah (Serviço): leis relacionadas ao Templo de Jerusalém
9. Korbanot (Ofertas): leis relacionadas às ofertas no Templo.
10. Tehorah (Purificação): regras de limpeza ritual
11. Nezikin (Injúrias): leis criminais
12. Kinyan (Aquisição): leis de negócio
13. Mishpatim (Direitos): lei civil
14. Shofetim (Juízes): as leis relacionadas aos legisladores, ao Sinédrio, aos reis e aos juízes.